# Golf
 Ovo je glavno značenje pojma Golf. Za automobil Golf pogledajte Volkswagen Golf.
Golf je olimpijski šport u kojem igrač nastoji lopticu sa što manje udaraca ubaciti u rupu, sukladno pravilima.

## Povijest golfa

### Prvi počeci golfa
Golf je jedan od najstarijih sportova u povijesti. Zna se da se golf razvio u Škotskoj u 14. stoljeću, no postoje i mnoge starije igre u različitim zemljama koje su prethodile razvoju golfa.
U Rimskom Carstvu za vrijeme Cezara igrala se igra zvana paganica'. Prema legendi, igrala se sa savijenom palicom i kožnatom loptom, a zadatak je bio ugurati loptu u rupu u zemlji. Međutim, tadašnja lopta je bila promjera 10 do 18 centimetara, što nije ni približno današnjoj. 

U Nizozemskoj se spominje igra zvana Kolf ili Kolven, a u Francuskoj, u 12. stoljeću, igrala se igra chole. 

Francuska i Nizozemska se također donekle smatraju kolijevkama preteče golfa i tamo se spominju nazivi cambuca, jeu de mail, kolven, chole, crosse i pell mell.

U Engleskoj, u 14. stoljeću, spominje se igra Cambuca, pravilima vrlo slična paganici. Postoji i dokument iz 1363. godine kojim je zabranjeno igranje u dane blagdana svih "ispraznih" igara na čijem je popisu bila cambuca i club ball.
U Hrvatskoj se spominje igra pod nazivom prasičkanje kod koje su štapom pokušavali ubaciti kamen u neku rupu.

### Suvremeni golf
Počeci golfa se bilježe u Škotskoj u 14. stoljeću i pretpostavlja se da su prvi igrači bili pastiri koji su na prostranim škotskim pašnjacima čuvali ovce. Kao jamice su im služile zečje rupe, a palice su izradili iz drveta. 

Prvi pisani dokument o današnjem golfu je ujedno i dekret o zabrani golfa kojeg je 1457. izdao kralj James II. On se naime zabrinuo što ta igra uzima preveliku pažnju i time omela vježbe streličarstva. Htio je vratiti prednost ratnim vještinama poput streličarstva, kopljaništva i slično. 

Poznati škotski kralj James IV bio je prvi pripadnik kraljevske obitelji koji je počeo ozbiljno proučavati golf. Njegova unuka kraljica Mary je bila zaluđena golfom pa je tako i 1567. godine optužena zato što je samo par dana nakon ubojstva njezinog supruga otišla odigrati partiju golfa.
Igra je do 19. stoljeća imala samo jedan oblik - match play, tj. igra za polje. Pobjednik na svakom polju bio je igrač koji je s najmanjim brojem udaraca završio to polje. 
Godine 1854. osnovan je danas najstariji aktivni golfski klub na svijetu - The Royal and Ancient Golf Club of St. Andrews. Klub je sačinio prva pisana Pravila golfa koja vrijede i dan danas. U novije doba uz R&A o pravilima ali i igri doprinosi i USGA (United States Golf Association).
Golf je jedan od rijetkih sportova koji je uspio sačuvati razliku između profesionalizma i amaterizma. Bit će uveden na OI 2016. (već je i bio na OI), uz nogomet i košarku je najpopularniji sport na svijetu.

Profesionalnim golfom upravlja PGA (Professional Golf Association), a amaterskim golfom nacionalni savezi svake zemlje, udruženi u europski savez (EGA) i svjetski savez IGF 
(International Golf Federation).

### Povijest hrvatskog golfa
Golf u Hrvatskoj nosi nadnevak iz 1927. godine kada je u Zagrebu osnovan golf klub Zagreb. U zagrebačkom perivoju Maksimir izgrađeno je 1931. godine golfsko igralište s devet polja. Nakon drugog svjetskog rata pa do 1991. u Hrvatskoj nema nikakvih golfskih aktivnosti.
Godine 1992. osnovan je Hrvatski golf savez (već nakon 3 mjeseca primljen je u EGA - europski golf savez), obnovljeno je staro igralište na Brijunima, a godinu dana nakon toga održano je prvo hrvatsko prvenstvo u golfu koje dobiva prvi prvak Hrvatske u golfu, Nikola Smoljenović. Već 1995. godine Hrvatska dobiva prvog školovanog (R&A) međunarodnog golfskog suca Zlatan Juras. Prvi predsjednik Hrvatskog golf saveza bio je Ninko Nikšić, a prvi tajnik Borivoj Korejzl. Prvi «pravi» teren s 18 polja u Hrvatskoj izgrađen je kod Krašića, otvoren je 1999. godine i otad nosi naziv "Dolina Kardinala".
Hrvatska golfska reprezentacija nastupila je prvi puta 1997. godine na Mediteranskim igrama u Bariju i na Europskom prvenstvu u Irskoj. Već sljedeće godine dolazi do prvog povjesnog nastupa hrvatske reprezentacije na Svjetskom prvenstvu u Čileu. Službena Pravila golfa na hrvatski jezik preveo je Zlatan Juras, a prvi su puta izdana 1999. godine.
Do početaka 2010. godine u Hrvatskoj su djelovala sljedeća golf središta:
- Golf & Country club Zagreb - igralište s 18 polja, igralište s 9 polja, driving range i vježbalište
- Golf klub Dolina Kardinala - igralište s 18 polja
- Kempinski golf Adriatic - igralište s 18 polja, driving range i vježbalište
- Golf klub Sv. Martin na Muri - igralište s 9 polja, driving range i vježbalište
- Golf centar Novi Dvori - driving range, vježbalište i igralište s 3 polja
- i još nekoliko manjih lokacija s golf sadržajima.

## Igra

### Princip igre
Golf je igra u kojoj su suprotstavljeni igrač i golf igralište . Svaki igrač ima lopticu i komplet palica i bit je u tome da se loptica udarena palicom odvede od početnog područja Tee do rupe Hole i to sa što manjim brojem udaraca. 
Svaki udarac bio uspješan ili ne računa se u rezultat, a ako se dogodi povreda određenog pravila igre onda se dodaju i kazneni bodovi odnosno udarci.
U igri se igrači susreću s raznim fizičkim preprekama na terenu, jednako kao i s onim psihičke naravi. Golf je igra koja zahtijeva preciznost, strpljenje, smirenost i strategijsko razmišljanje.

### Teren
Standardno golf igralište ima 18 dijelova koje nazivamo polje ili rupa. Svako polje ima početno područje Tee i završno područje zvano «Hole», što je zapravo jamicau kojoj se nalazi zastavica odnosno Pin
Veličina jednog terena s 18 polja kojeg prijeđemo igrajući iznosi 5-7 km, a dužina pojedinog polja je od 60-600m. 

Po dužini postoje tri vrste polja, to su kratka polja do 225m, srednje duga polja do 425m i duga polja preko 500m. 

Igrač mora 18 polja proći određenim redom a pobjednik je onaj igrač koji to uspije sa što manjim brojem udaraca. 
Svako polje počinje Tee-jem, uzvišenim područjem gdje se loptica polaže na travu ili na stalak «Tee» (drveni ili plastični) koji se zabode u zemlju. 
Područje oko jamice naziva se Green, to je mjesto gdje je trava najgušća i visine 3-6mm. Negdje u sredini Greena se nalazi rupa promjera 10.8 cm i dubine desetak cm a u nju je zabodena zastavica ili Pin duljine oko 2m. 
Prostor između tee-a i green-a je trava visine 10-18mm i naziva se Fairway. Fairway je obrubljen nešto višom travom i taj prostor nazivamo Rough koji se u igri izbjegava jer je zbog visine trave igra otežana.
Na poljima se nalaze i vodene prepreke Water hazard. Water hazard može biti more, jezero, ribnjak, rijeka, jarak ili bilo kakva vodena površina koja je obilježena crvenim kolčićima, a prostire se poprijeko polja. Water hazard ne mora uvijek sadržavati vodu.

Postoje i bočne vodene prepreke "Lateral water hazard" koje su obilježene crvenim kolčićima, a prostiru se uzduž polja.

Prepreke se razlikuju prema pravilima po kojima se loptica odigrava.
Sand trap ili Bunker je pješčani hazard (prepreka). Igranje iz pjeska je puno teže, zahtijeva posebnu tehniku udarca i vrstu palice.
Vidi još: links.

### PAR i Stroke
Svako polje ima svoj PAR (Professional Average Result - Prosječni profesionalni rezlutat) što znači da profesionalnom igraču treba toliko udaraca za odigravanje koliki je PAR tog polja. 

Kratka polja imaju PAR3, srednja PAR4 i duga PAR5. Standardni PAR golf igrališta od 18 polja je 72.  Igralište se obično sastoji od deset polja s PAR4 te po 4 polja s PAR-om 3 i 5.

S obzirom na PAR imamo i nazive pojedinih postignutih rezultata na poljima. 

- Birdie - jedan udarac ispod PAR-a
- Eagle - dva udarca ispod PAR-a
- Bogey - jedan udarac iznad PAR-a
- Double Bogey - dva udarca iznad PAR-a
- Hole in one - polje odigrano samo s jednim udarcem.

Još jedan pojam koji se dodaje igralištu je Stroke,  brojčana oznaka težine nekog polja koja se kreće od 1 do 18. Najteže polje ima Stroke 1, a najlakše Stroke 18. 
 Težina polja ovisi o dužini, konfiguraciji, položaju, broju hazarda, smjeru prostiranja itd.

### Handicap
Handicap je oznaka ranga pojedinog igrača, označava se brojevima od 0 do 36. 

Najbolji igrač ima handicap 0 a najslabiji 36. 

Handicap se stječe na temelju rezultata postignutih na turnirima, a izračunava se po propisima EGA-a. 

Kod prijava na turnir igrač je dužan navesti svoj handicap, u slučaju navođenja krivog igrač može biti diskvalificiran.

## Golf oprema
Osnovna oprema svakog igrača je set palica, loptice, golf cipele i golf torba, a k tome još možemo dodati niz drugih stvari kao što su golf kolica, kišobran (golf se igra i po kiši), rukavice.

### Palice
Najvažniji dio su palice, a tijekom igre se smije koristiti najviše 14 palica. 
Postoji više vrsta palica. Osnovne su: WOOD, IRON i PUTTER. 

Svaka od njih se koristi za različiti tip udarca i na različitim dijelovima polja.
Svaka palica se sastoji od rukohvata ili Gripa (izrađeni od gume ili kože), vrat palice zove se shaft (izrađen od čelika ili grafita) i glava palice (drvena ili metalna)
- Wood palice (wood 1 se naziva i driver) prepoznajemo po velikoj glavi koja se ranije izrađivala od drveta (po tome je dobila i ime), a danas od metala. U Standardnom setu koriste se wood 1, 3 i 5. Služe izvođenju početnih udaraca i onih za koje trebamo najveći domet loptice.

- Iron palice su nešto kraće od wood-ova, najveća razlika je u građi glave. U standardnom setu koriste se ironi od 2 do 9 i dva «specijalizirana», PW – Pitching Wedge i SW – Sand Wedge.

- Putter je palica specifičnog izgleda a koristi samo na greenu. Loptica udarena putterom ne leti po zraku već se kotrlja po zemlji. U setu je samo jedan putter.

- Danas se sve više koriste i tzv. hybrid palice. Glava tih palica građena je tako da kombinira svojstva woodova i irona.

### Loptice
U golfu se koriste dva tipa loptica, to su wound i solid. 

Wound je tradicionalni tip konstrukcije loptice. Takva loptica građena je od tvrde jezgre omotane s petnaestak metara gumene vrpce i oko toga je ljuska od materijala Balata ili Surlina. Balata je mekši i manje otporan materijal dok je Surlin tvrđi i otporniji. 

Na površini loptice je raspoređen veći broj udubina tzv. Dimple. Ta udubljenja poboljšavaju aerodinamička svojstva i produžuju let. 
U vježbanju se koriste loptice zvane "range", one su manje kvalitete i njima se ne smije igrati na igralištu već samo na vježbalištu.

## Golf na Olimpijskim Igrama
Golf je postao Olimpijski šport u Parizu 1900., a igrao se i na Olimpijadi u St.Louisu 1904. Nakon toga se više nije pojavljivao na OI, ali je uvršten u program Ljetnih Olimpijskih Igara u Rio De Janeiru 2016.

## Igrači
- John Ball
- Patty Berg
- Tommy Bolt
- James Braid
- Henry Cotton
- Ben Crenshaw
- George Duncan
- David Duval
- Nick Faldo
- Sergio Garcia
- Walter Hagen
- Ben Hogan
- Tony Jacklin
- Bobby Jones
- Bobby Locke
- Davis Love III
- Phil Mickelson
- Colin Montgomerie
- Tom Morris
- Jack Nicklaus
- Greg Norman
- Jose Maria Olazabal
- Mark O'Meara
- Arnold Palmer
- Nick Price
- Annika Sörenstam
- Payne Stewart
- Harry Vardon
- Kathy Whitworth
- Tiger Woods

## Svjetski natjecateljski tereni
- Augusta National
- Carnoustie
- Chantilly
- Doral
- Muirfield
- The National
- Royale Cape
- Royal Liverpool
- St. Andrews
- Royal Calcutta
- Wild Dunes

## Golf u Hrvatskoj
- Hrvatska udruga golfera seniora
- Dodatak:Popis golf terena u Hrvatskoj

Između ostalih održavaju se sljedeći turniri: Memorijalni turnir Branko Memiš – Open, Croatia Open - otvoreno golfsko prvenstvo Hrvatske od 1999., Croatian International Amateur Championship / Croatian Amateur Open od 1993. i Croatian International Mid-Amateur Championship / Croatian Mid-Amateur Open. Održavala se serija turnira pod nazivom PGA Trophy (PBZ Trophy).

## Vanjske poveznice
- Profesionalni golf savez(engl.)
- Golf savez US(engl.)
- The Royal and Ancient Golf Club of St. Andrews(engl.)
- St. Andrews Links  Arhivirana inačica izvorne stranice od 18. kolovoza 2011. (Wayback Machine)(engl.)
- Istarski golf savez
- www.golf.com.hr, hrvatski golf portal